# Ziemia obiecana (powieść)

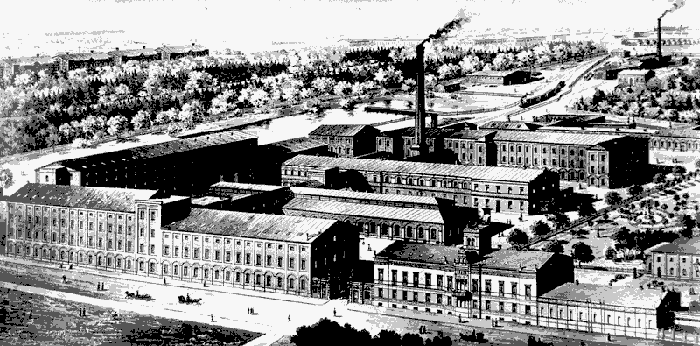
Księży Młyn Scheiblera

Ziemia obiecana – powieść panoramiczna Władysława Reymonta publikowana w latach 1897–1898 w dzienniku „Kurier Codzienny”, wydana w dwóch tomach w 1899 w Warszawie w wydawnictwie „Gebethner i Wolff”.
Pełny tekst:  Ziemi Obiecanej  w Wikiźródłach 

  Pobierz jako: EPUB   • PDF   • MOBI  

## Geneza

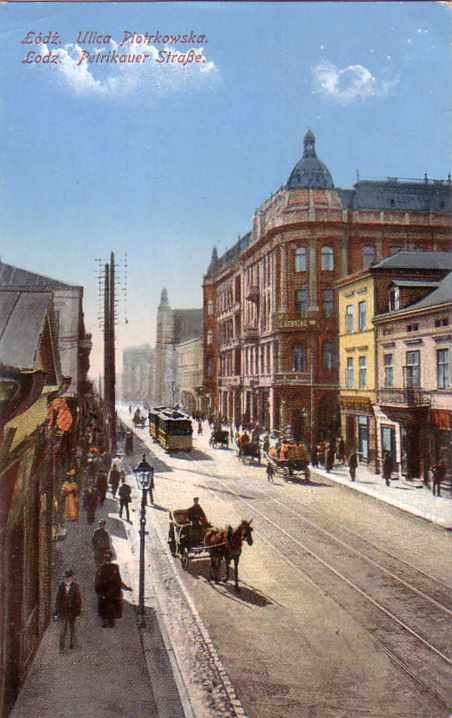
Ulica Piotrkowska

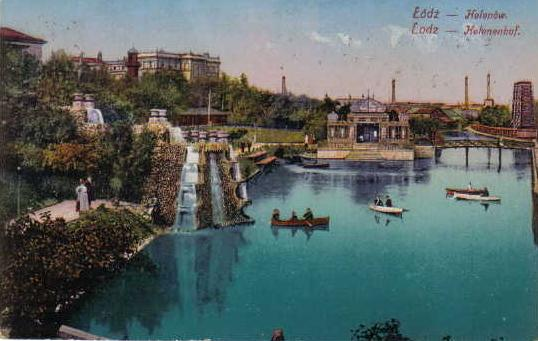
Park Helenów

Celem Reymonta było przedstawienie różnych warstw społecznych oraz zbiorowości ludzkich, co autor starał się już zrobić wcześniej, pisząc Fermenty. Obydwie powieści wiąże ze sobą także antyurbanizm. Na napisanie Ziemi obiecanej miała wpływ sama Łódź, która w czasach współczesnych autorowi dynamicznie się rozwijała. Pisarz obserwował zmiany zachodzące w społeczeństwie. Dzieło miało zapewnić Reymontowi „właściwe miejsce w literaturze”, m.in. poprzez rywalizację z Wincentym Kosiakiewiczem (autorem innej powieści o Łodzi – Bawełny). Materiały do powieści Reymont zaczął zbierać w 1896 r. podczas pobytu w Łodzi.

## Tytuł
Autor, tytułem powieści, nawiązał do tradycji biblijnej. Ziemia Obiecana, czyli Kanaan, była miejscem obiecanym Żydom przez Boga, do którego wędrowali pod przewodnictwem Mojżesza. Łódź była taką ziemią obiecaną, do której przybywało się w nadziei na zbicie fortuny. W rzeczywistości dla wielu mieszkańców cel ten był niemożliwy do zrealizowania. Miasto okazywało się dla nich molochem, w którym trudno było przetrwać. Tytuł Ziemia obiecana jest więc ironiczny. Stał się on publicystycznym określeniem Łodzi, z czasem pozbawionym pejoratywnego odcienia.

## Czas i miejsce akcji
Akcja powieści toczy się w latach osiemdziesiątych XIX w. W rozdziale II tomu II Blumenfeld informuje Grosglika o śmierci pisarza Victora Hugo (zm. 1885). Łódź w tym okresie dynamicznie się rozwijała. W ciągu kilkudziesięciu lat z małej rolniczej osady (799 mieszkańców w roku 1815) zmieniła się w duże fabryczne miasto (232 tys. mieszkańców w roku 1886). Przybywano do niego w nadziei na znalezienie pracy, zrobienie kariery i zbicie fortuny. Łódź końca XIX wieku to miasto wielokulturowe, zamieszkiwane m.in. przez Polaków, Żydów, Niemców, Rosjan i Czechów. Akcja powieści rozgrywa się m.in. na ulicach Drewnowskiej, Piotrkowskiej i Spacerowej; w pałacach Bucholca, Endelmana, Kesslera, Mendelsohnów, Müllera; w domach Baumów, Grünspanów, Müllerów, Trawińskich, w mieszkaniach Horna, Jaskólskich, Malinowskich, Wilczka, Wysockich, trójki przyjaciół (Bauma, Borowieckiego i Welta); fabrykach Borowieckiego, Bucholca, Kesslera, Mendelsohnów; kantorze Grosglika, kawiarniach hoteli Grand oraz Victoria; teatrze; w lasku Milscha, parku Helenów. Na początku tomu II akcja przenosi się do wsi Kurów, w której znajduje się dworek Borowieckich, oraz do pobliskiego miasteczka. Akcja w rozdziale XX (tom II) rozgrywa się w Berlinie.

## Tematyka
Tematem powieści jest mechanizm „robienia pieniędzy” przez jej trzech bohaterów, z których jeden jest Polakiem (Karol Borowiecki), drugi Niemcem (Max Baum), a trzeci Żydem (Moryc Welt). Różnice pochodzenia i obyczajów nie dzielą ich, wręcz przeciwnie – wykorzystują je dla skutecznego działania i wygrywania z konkurencją. Razem zakładają fabrykę, łączy ich wspólny interes, wspólne poczucie, że należą do grupy Lodzermenschów. Ten szczególny konglomerat polsko-niemiecko-żydowski ówczesnej Łodzi jest ogromnie interesujący i uderza barwnością, różnorodnością obyczajową, rozmaitością typów i postaw. Na przykładzie dziejów bohaterów, Reymont pokazał bezkompromisowość gry wolnorynkowej oraz psychologiczne podłoże i wyzysk kapitalistyczny wobec tych jednostek ludzkich, które zachowały skrupuły i odruchy sumienia oraz ich osamotnienie w społeczeństwie tego miasta. Mimo zawartej krytyki społecznej Ziemia obiecana nie jest (lub jest nie tylko) manifestem politycznym. Plastyczny i naturalistyczny obraz Łodzi i jej mieszkańców jest przykładem antyurbanizmu Reymonta, jego umiłowania przyrody oraz przeciwstawiania „naturalnego” środowiska chłopskiego i wiejskiego (jego obyczajów, systemu wartości) „patologicznemu” środowisku miejskiemu.

## Bohaterowie
Rzeczywistym bohaterem tego studium jest drapieżne miasto kapitalistyczne, jakim wtedy stawała się Łódź. Autor porównał ją do monstrum, niszczącego zwykłych ludzi, a z drugiej strony wykrzywiającego psychicznie właścicieli wielkich fortun.

### Trójka przyjaciół
Karol, Maks i Moryc to trzej młodzi przyjaciele, którzy znają się już z czasów szkolnych. Studiowali razem w Rydze. W Łodzi mieszkają przy ulicy Piotrkowskiej. Ich celem jest zrobienie kariery i zdobycie milionów. Są przykładem koegzystencji w przedwojennej Łodzi różnych kultur i narodów. W miarę rozwoju fabuły Ziemi obiecanej ich drogi się rozchodzą.
- Karol Borowiecki – Polak, szlachcic, syn Adama Borowieckiego, narzeczony Anki, kochanek Lucy Zuker, przyjaciel Maksa Bauma, Moryca Welta, Kazimierza Trawińskiego, Kurowskiego. Jego postać spaja liczne wątki powieści. Karol jest wziętym w Łodzi specjalistą. Pracuje jako chemik i dyrektor drukarni w fabryce Hermana Bucholca. Fabrykant szanuje go, co zdarza mu się bardzo rzadko w stosunku do pracowników. Karol otrzymuje obowiązki Knolla, który udaje się w służbową podróż, przez co staje się najbliższym doradcą Bucholca. Mimo licznych propozycji objęcia lepiej płatnych stanowisk, w tym od fabrykanta Müllera, nie przyjmuje ich. Celem Polaka jest zostanie samemu właścicielem fabryki. Do realizacji tego marzenia wykorzystuje posag narzeczonej, oszczędności, pożyczki oraz zyski ze sprzedaży bawełny w spółce z Maksem i Morycem. Karol nie potrafi odwzajemnić uczucia, jakim darzy go Anka. Kosztem ich związku, potajemnie spotyka się z Lucy Zukerową. Duży posag Mady Müller i majątek jej ojca sprawiają, że Karol częściej się spotyka z dziewczyną. Borowiecki gardzi biedniejszymi, jednak często pod presją otoczenia pomaga im: Michalkowej, małżeństwu Sochów, Kazimierzowi Trawińskiemu. Jest osobą towarzyską. Negatywnie odnosi się do tradycji szlacheckiej, życia na wsi i filantropii, co jest źródłem kłótni między nim a Anką. Budowa fabryki, a później jej prowadzenie, bardzo go pochłania. W planach ma „uszlachetnienie” łódzkiej produkcji. Powoduje to konflikt ze wspólnikiem Morycem Weltem, który jest zwolennikiem wytwarzania tandety. Lucy zachodzi w ciążę z Karolem. Wówczas Karol zostawia kochankę. Gdy mąż Lucy dowiaduje się o romansie Borowieckiego z Lucy, Karol zaprzecza temu przysięgając na obraz Matki Bożej. Po pożarze, który strawił niemal całą fabrykę Borowieckiego, bohater postanawia ożenić się z Madą. Zwraca słowo Ance, co bardzo ją boli. Ostatecznie Karol zostaje milionerem, ale żyje w sztucznym związku i ma poczucie bezsensu życia. W zakończeniu utworu stwierdza, że przegrał własne szczęście.
Pierwowzorem literackim Karola Borowieckiego był inż. Jan Śniechowski, twórca barwnika Boruta i założyciel fabryki Boruta w Zgierzu[4].
- Maks Baum – Niemiec, syn fabrykanta. Bliski przyjaciel Karola Borowieckiego i Moryca Welta, z którymi prowadzi interesy. Wcześniej mieszkali razem w Rydze. Maks jest osobą uczciwą, pracowitą i szanowaną przez innych. Śmierć matki jest dla niego dużym ciężarem. Krytykuje sposób prowadzenia przedsiębiorstwa przez ojca, dlatego wchodzi w spółkę z Karolem Borowieckim. Osobiście angażuje się w budowę zakładów, gdzie odpowiada głównie za przygotowanie maszyn do pracy. Po pożarze fabryki wycofuje swój kapitał, co jednak spotyka się ze zrozumieniem ze strony Karola.
- Moryc Welt – Żyd, przyjaciel Karola Borowieckiego i Maksa Bauma, z którymi prowadzi wspólne interesy. Jest sprytny i zachłanny, skłonny do oszustwa. Podkochuje się w Meli Grünspan. W imieniu przyjaciół udaje się do Hamburga, gdzie wykupuje bawełnę. Zapewnia im to pokaźny zysk. Moryc wchodzi w spółkę z Karolem Borowieckim, aby pomóc mu wybudować fabrykę. Jest przeciwny produkcji towaru dobrej jakości planowanej przez Polaka. Zamiast tego wolałby, aby zakłady opuszczała tandeta, gdyż to gwarantuje szybszy zysk. W międzyczasie wykorzystuje zaufanie Grosglika i wyłudza od niego sporą pożyczkę. Mimo tego łączy siły z owym bankierem w celu przejęcia zakładów Karola. Borowiecki podejrzewa Moryca o podpalenie jego fabryki. Mela zgadza się wyjść za Welta po tym, jak odrzuciła listownie możliwość małżeństwa z Mieczysławem Wysockim. Moryc jest szczególnie zadowolony z wysokiego posagu dziewczyny. W zakończeniu utworu czytelnicy dowiadują się, że Żyd zarządza jedną z lepiej prosperujących fabryk w Łodzi.

### Fabrykanci i ich rodziny
- Albert Grosman – Żyd, prowadzi fabrykę razem z teściem Grünspanem. Uchodzi za człowieka prawego i uczciwego. Ulega jednak naciskom ze strony rodziny i podpala własną, wysoko zaasekurowaną fabrykę. To typowe zachowanie fabrykantów Ziemi obiecanej, które miało na celu wyłudzenie odszkodowań.
- Baum – Niemiec, ojciec Maksa, właściciel starej i nierentownej fabryki. W Łodzi prowadzi interes od pięćdziesięciu lat. Jest osobą uczciwą, która nie potrafi przystosować się do zmieniającej się rzeczywistości. Konkurenci uważają go za dziwaka. Mimo własnych kłopotów finansowych, pożycza pieniądze innym, także Kazimierzowi Trawińskiemu. Razem z rodziną opiekuje się Józiem Jaskólskim.
- Baumowa – Niemka, matka Maksa. Jej śmierć wstrząsa mężem i synem.
- Bernard Endelman – Żyd, brat fabrykanta Endelmana. Młody chłopak, uczestnik spotkań towarzyskich u Róży Mendelsohn. Przechodzi na protestantyzm.
- Berta – Niemka, siostra Maksa, żona Franca.
- Bucholcowa – Niemka, żona Hermana Bucholca.
- Endelman – Żyd, fabrykant, brat Bernarda.
- Endelmanowa – Żydówka, żona Endelmana. Miłośniczka sztuki. Posiada własną galerię, kolekcjonuje obrazy. Organizuje wystawne przyjęcia dla łódzkiej elity. Angażuje się w działalność filantropijną. Razem z Niną Trawińską zbiera pieniądze na zorganizowanie dzieciom robotników kolonii.
- Fela – młoda panna, przyjaciółka Róży Mendelsohn i uczestniczka spotkań towarzyskich przez nią organizowanych.
- Franc – mąż Berty. Maks zarzuca mu prowadzenie życia na koszt rodziny Baumów.
- Grünspan – Żyd, ojciec Meli, prowadzi przedsiębiorstwo pod firmą Grünspan et Landsberg razem z zięciem Albertem Grosmanem. Znajduje Meli kandydata na męża – Leopolda Landau – którego córka nie akceptuje. Fabrykant nie zgadza się na związek Meli z Mieczysławem Wysockim. Ostatecznie wydaje ją za Moryca Welta, dobijając targu odnośnie do wysokości posagu. Małżeństwo córki traktuje jak dobry interes. Grünspan stara się kupić ziemię pod kolejne zakłady od Stacha Wilczka, co ostatecznie czyni, płacąc mu 40 tys. rubli. Dom fabrykanta znajduje się przy ulicy Drewnowskiej.
- Herman Bucholc – Niemiec, właściciel największej fortuny w Łodzi, „król bawełny”. Fabrykant bezwzględnie traktujący pracowników, a w szczególności służącego Augusta. Używa wobec nich pogardliwego określenia „Kundel”. Szanuje Karola – dyrektora drukarni w swoich zakładach. Reumatyzm leczy z pomocą doktora Hamersteina, zażywając m.in. arszenik. Dla zabicia czasu przechadza się po oddziałach fabryki. Podczas jednego z takich spacerów słabnie i umiera w samotności, wydając przeraźliwy krzyk. Jego śmierć wywołuje poruszenie w Łodzi. Na pogrzebie Hermana zbiera się całe miasto. W marszu ulicą Piotrkowską uczestniczą przedstawiciele wszystkich fabryk i profesji.
- Knaabe – panna o wątpliwej urodzie, ale z dużym posagiem. O jej względy rywalizują Murray i Stach Wilczek.
- Leopold Landau – syn właściciela przedsiębiorstwa Wolfisz et Landau z Sosnowca. Kandydat Grünspana na męża Meli. Przyszła żona jest Leopoldowi obojętna, dla niego najważniejszy jest posag. Dziewczyna go nie akceptuje.
- Lucy – Żydówka, żona Zukera. Kochanka Karola Borowieckiego, którego obdarza szczerym uczuciem. Romansują ze sobą w ukryciu, spotykając się w parkach, telefonując i wysyłając telegramy. Lucy zachodzi z Borowieckim w ciążę. Karol nie docenia jej miłości i ostatecznie żeni się z Madą Müller.
- Mada Müller – Niemka, córka Müllera. Podkochuje się w Karolu Borowieckim. Lubi czytać. Jej znajomość z Karolem rozpoczyna się od wspólnych dyskusji na temat książek. To dziewczyna naiwna, ale szczera i uprzejma. Dochodowe przedsiębiorstwo ojca Mady oraz jej wysoki posag skłaniają Karola do podjęcia decyzji o poślubieniu jej.
- Melania (Mela) Grünspan – Żydówka, córka fabrykanta Grünspana. Wykształcenie zdobyła w Warszawie, gdzie często przebywała w towarzystwie Polaków. Denerwuje ją obłuda, jaka rządzi jej sferą. Bliska przyjaciółka Róży Mendelsohn, z którą często spędza czas. Razem wyjeżdżają na podróż do Włoch. Ojciec chce ją wydać za Leopolda Landau, jednak Mela odrzuca kandydata. Choć początkowo nie zauważa uczucia, jakim darzy ją doktor Wysocki, ich miłość dojrzewa i Mieczysław oświadcza się dziewczynie. Mela odrzuca jednak listownie możliwość małżeństwa. To bolesna decyzja dla obojga młodych. Ostatecznie Mela wychodzi za Moryca Welta i traci swoją wyjątkowość w oczach znajomych.
- Müller – Niemiec, ojciec Mady. Sympatyczny, bogaty fabrykant, który mimo ogromnego majątku pozostaje prostym człowiekiem. Z rodziną mieszka w starym domu, choć tuż obok kazał wybudować jeden z piękniejszych i większych pałaców w Łodzi. Postanowił przekazać go córce i przyszłemu zięciowi. Niemiec przepada za Karolem Borowieckim. Docenia jego talent i oferuje mu pracę swojej fabryce, udziela mu również pożyczki. Müller ostatecznie wydaje córkę Madę za Karola i przekazuje mu swoje zakłady.
- Müllerowa – Niemka, żona fabrykanta Müllera.
- Oskar Meyer – bogaty fabrykant. Karierę zaczynał jako tkacz w fabryce Hermana Bucholca. Dorobił się ogromnego majątku, który pozwolił mu na zakup tytułu barona. Przyjaciel Roberta Kesslera i uczestnik imprez towarzyskich przez niego organizowanych.
- Regina Grosman – Żydówka, żona fabrykanta Alberta Grosmana. Namawia męża do ogłoszenia bankructwa (plajty), ponieważ boi się utraty majątku oraz dotychczasowej pozycji społecznej.
- Robert Kessler – Niemiec, młody i bogaty współwłaściciel fabryki. Przyjaciel Moryca Welta. Organizuje spotkania towarzyskie, do uczestnictwa w których zmusza młode robotnice ze swojej fabryki. Wykorzystuje w ten sposób Zośkę Malinowską. Ginie zmiażdżony przez maszynę w trakcie bójki z ojcem dziewczyny.
- Róża Mendelsohn – Żydówka, córka Szai Mendelsohn, młoda dziewczyna. Bliska przyjaciółka Meli Grünspan, z którą wyjeżdża w podróż do Włoch. Organizatorka imprez towarzyskich w pałacu ojca. Miłośniczka teatru i literatury.
- Stanisław Mendelsohn – Żyd, syn Szai Mendelsohn, dyrektor fabryki ojca.
- Szaja Mendelsohn – Żyd, drugi, po Hermanie Bucholcu, najbogatszy fabrykant Łodzi. Karierę rozpoczynał jako subiekt na Starym Mieście. W przeciwieństwie do rywala dorobił się na produkcji tandety i jest mniej szanowany przez łodzian. Zatrudnia Mieczysława Wysockiego w swojej fabryce jako lekarza. Zarzuca jednak doktorowi wydawanie zbyt dużej ilości pieniędzy na leczenie robotników. Po śmierci Bucholca Żyd stał się bardziej religijny. Za zaoszczędzone na wyzysku robotników pieniądze budował im szpitale i przytułki.
- Toni – młoda dziewczyna, uczestniczka imprez towarzyskich organizowanych przez Różę Mendelsohn.
- Wilhelm (Will) Müller – Niemiec, syn fabrykanta Müllera. Nie rozumie zainteresowania książkami siostry Mady. Uczestnik imprez towarzyskich u Róży Mendelsohn, podczas których udaje świnię dla rozbawienia znajomych.
- Zuker – Żyd, fabrykant, mąż Lucy. Gdy dowiaduje się o romansie żony z Borowieckim, prosi Karola o zaprzeczenie tej informacji poprzez przysięgę na obraz Matki Bożej. Po otrzymaniu jej, zapewnia Polaka o swojej przyjaźni i przestrzega go przed spiskiem Moryca Welta i Grosglika.

### Szlachta
- Adam Borowiecki – Polak, ojciec Karola Borowieckiego, właściciel dworku w Kurowie. Mimo choroby i poruszania się na wózku inwalidzkim, jest energiczny. Lubi żartować i śpiewać. Adam przestrzega syna przed zaniedbywaniem narzeczonej – Anki. Po przeprowadzce do Łodzi brakuje mu natury i przestrzeni, jakie otaczały go na wsi. Jest nieszczęśliwy. Gdy mimo usiłowań Anki dostrzega pożar fabryki Karola, umiera.
- Anka – Polka, wychowanka księdza Szymona, narzeczona Karola Borowieckiego. Mieszka w dworku w Kurowie razem z Adamem Borowieckim, gdzie jest bardzo szanowana przez lokalną społeczność. Kocha otaczającą ją naturę. Jest przywiązana do tradycji. Karola obdarza szczerym i mocnym uczuciem. Przekazuje mu swój posag i oszczędności, dzięki którym może on wybudować fabrykę. Maks Baum porównuje ją do mickiewiczowskiej Zosi, gdy spotyka ją karmiącą drób. Po przeprowadzce do Łodzi nie może odnaleźć się w nowej rzeczywistości. Zaprzyjaźnia się z Niną Trawińską. Na spotkaniach towarzyskich podoba się wszystkim mężczyznom i uważana jest przez nich za kobietę z klasą. Wykazuje się bohaterstwem, gdy udziela pomocy robotnikom poszkodowanym w wypadku podczas budowy fabryki Karola. Jest wrażliwa na ludzkie cierpienie. Nie chce dopuścić do śmierci Adama Borowieckiego i stara się ukryć przed nim wiadomość o pożarze fabryki syna. Mimo jej starań o utrzymanie związku z Karolem Borowieckim, zwracają sobie pierścionki zaręczynowe, co jest dla niej bardzo bolesne. Dziewczyna odnajduje jednak cel w swoim życiu i z powodzeniem prowadzi w Łodzi ochronkę dla dzieci.
- Antoś Jaskólski – Polak, synek Jaskólskich. Jest chory na suchoty. Leczy go doktor Wysocki. Marzy o powrocie na wieś.
- Boleś Jaskólski – Polak, synek Jaskólskich.
- Hela Jaskólska – Polka, córeczka Jaskólskich.
- Ignaś Jaskólski – Polak, synek Jaskólskich.
- Jaskólska – Polka, żona Jaskólskiego, matka Heli, Antosia, Bolesia, Ignasia i Józia. Jest zubożałą szlachcianką. Razem z rodziną żyje w malutkim mieszkaniu na przedmieściach miasta. Stara się zapewnić byt bliskim, podejmując się najróżniejszych zajęć. Jest wdzięczna synowi Józiowi za pomoc materialną, jaką on niego otrzymują.
- Jaskólski – Polak, mąż Jaskólskiej, ojciec Heli, Antosia, Bolesia, Ignasia i Józia. Jest zubożałym szlachcicem. Razem z rodziną żyje w malutkim mieszkaniu na przedmieściach miasta. Nie potrafi zapewnić bliskim odpowiednich warunków do życia. Nie sprawdza się na powierzonych mu stanowiskach. Unosi się honorem i nie przyjmuje posady stróża magazynowego u Hermana Bucholca. Ostatecznie znajduje pracę w fabryce Karola Borowieckiego, dzięki czemu poprawia się sytuacja materialna jego rodziny. Razem z Anką ratuje robotników rannych w wypadku podczas budowy fabryki.
- Józio Jaskólski – Polak, dorosły syn Jaskólskich. Pracuje w zakładach starego Bauma, a rodzina fabrykanta się nim opiekuje. Zarobione pieniądze oddaje matce, która dzięki nim jest w stanie utrzymać siebie oraz rodzeństwo chłopaka. Pociesza chorego brata Antosia i daje mu nadzieję na wyzdrowienie. Często spędza wieczory z przyjaciółmi – muzykami amatorami. To właśnie oni postanawiają pomóc Józiowi, gdy ten potrzebuje 100 rubli. Jedyną osobą, która odmawia mu pomocy, jest Wilczek. Boli to chłopaka, gdyż jego rodzina dawnej wspierała finansowo Stacha. Józio jest nieśmiały i namiętnie czyta listy miłosne, które często otrzymywał Malinowski. Ze starym Baumem pozostaje aż do zamknięcia fabryki. Później rozpoczyna pracę w kantorze zakładów Borowieckiego.
- Kazimierz Trawiński – Polak, fabrykant, mąż Niny, przyjaciel Karola Borowieckiego. Jego zakłady początkowo nie są dochodowym przedsiębiorstwem. Jest uczciwym człowiekiem, co nie pozwala mu na wyłudzenie odszkodowania poprzez podpalenie własnej fabryki. Żona jest dumna z jego postawy i bardzo go kocha. Pożyczki otrzymane od starego Bauma i Karola pozwalają Kazimierzowi uchronić fabrykę od bankructwa.
- Kazio Jaskólski – Polak, synek Jaskólskich.
- Kurowski – Polak, przyjaciel Karola Borowieckiego, fabrykant, który prowadzi przedsiębiorstwo poza Łodzią. Gdy przyjeżdża do miasta, spotyka się z przyjaciółmi w wynajmowanym pokoju w Grand Hotelu. Jest towarzyski. Müller widziałby go jako swojego zięcia.
- Mieczysław Wysocki – Polak, lekarz, filantrop, syn Wysockiej. Uczestnik spotkań towarzyskich u Róży Mendelsohn. Jest zgorszony udawaniem świni przez Wilhelma Müllera. Zakochuje się ze wzajemnością w Meli Grünspan. Na przeszkodzie ich związku staje strach Meli Grünspan przed przyjęciem jej jako Żydówki do społeczności Polaków. Mieczysław prowadzi prywatny zakład lekarski, w którym pomaga najuboższym. Lituje się nad biedakiem spotkanym na polnej drodze, chorym na gangrenę, i udziela mu pomocy medycznej. Opiekuje się Antosiem Jaskólskim. Pełni funkcję lekarza w fabrykach Mendelsohna i Borowieckiego.
- Nina Trawińska – Polka, żona Kazimierza Trawińskiego, miłośniczka sztuki. Szczerze kocha męża i szanuje go za etyczne postępowanie. Jej urodę docenia wielu mężczyzn. Angażuje się w działalność filantropijną. Zostaje przyjaciółką Anki, gdy ta przeprowadza się do Łodzi. Chętnie jej pomaga i spędza z nią czas. Proste, ale urządzone w dobrym guście mieszkanie Trawińskich, robi wrażenie na Endelmanowej.
- Starża Starzewski – Polak, zubożały szlachcic, który z potrzeby ratowania majątku, postanawia znaleźć pracę w Łodzi. Z nadzieją na otrzymanie posady udaje się do fabryki Mendelsohna. Fabrykant odmawia przyjęcia go do pracy.
- Zajączkowski – Polak, szlachcic z Kurowa. Gra w karty m.in. z księdzem Szymonem, co prowadzi do częstych kłótni między nimi.
- Wysocka – Polka, matka Mieczysława Wysockiego. Mieszka z synem w Łodzi.
- Horn (von Horn) – pracownik kantoru przy zakładach Hermana Bucholca. Staje w obronie ubogiej Michalkowej. Na złość pracodawcy pisze wolniej dyktowany przez niego list, po czym rezygnuje z posady. Wyczyn ten przez wielu został odczytany jako bohaterski. Później zostaje przyjęty na okres próbny do fabryki Szai Mendelsohna. Kocha z wzajemnością Kamę. Gra z przyjaciółmi w amatorskim zespole muzycznym. Aby pomóc Józiowi Jaskólskiemu zbiera od znajomych potrzebną przyjacielowi kwotę pieniędzy. Podejrzewa Stacha Wilczka o wyzyskiwanie biednych Żydówek poprzez udzielanie wysoko oprocentowanych pożyczek.

### Mieszczaństwo
- Adam Malinowski – Polak, brat Zośki. Muzyk amator. Konstruuje wynalazek, który ma zrewolucjonizować przemysł włókienniczy. Opiekuje się siostrą po tym, jak matka wyrzuciła ją z domu za romans z Robertem Kesslerem.
- Blumenfeld – pracownik kantoru Grosglika, kompozytor amator. Jego największym marzeniem jest usłyszeć swoje trzyczęściowe dzieło w wykonaniu prawdziwej orkiestry. Przyjmuje ofertę Grosglika i zostaje nauczycielem gry na fortepianie córki pracodawcy – Mery.
- Bum-Bum – częsty gość nocnych lokali w Łodzi. W jednej ze scen zdejmuje z różnych przedmiotów wyimaginowane nitki.
- Dawid Halpern – Żyd, doświadczony przez los człowiek, który jest zafascynowany Łodzią i jej szybkim rozwojem. Cieszą go kolejne inwestycje i napływ nowych mieszkańców do miasta. Autor wielu ciekawych aforyzmów.
- Grosglik – Żyd, jeden z najbogatszych bankierów w Łodzi, ojciec Mery. Prowadzi kantor przy ulicy Piotrkowskiej. Ze wszystkich swoich podwładnych szanuje jedynie Stacha Wilczka. Jest skąpy. Unika przydzielenia gratyfikacji pracownikom i każe im płacić za gaz, który wykorzystują do podgrzewania wody na herbatę. Wchodzi w spisek z Morycem Weltem przeciwko Karolowi Borowieckiemu. Bankierowi nie udaje się wydać córki za odpowiedniego kandydata. Mężem Mery zostaje nieznany czytelnikom hrabia, którego Żyd jest zmuszony utrzymywać. Grosglik wykazuje się nieznajomością literatury po tym, jak za twórcę Ogniem i mieczem uznaje Wiktora Hugo.
- Hamerstein – osobisty lekarz Hermana Bucholca, zwolennik wegetarianizmu. Do leczenia fabrykanta chorego na reumatyzm stosuje kontrowersyjną metodę, polegającą na podawaniu arszeniku.
- Kaczyńscy – polskie małżeństwo, które czytelnicy poznają z relacji Murraya. Ukrywają obłudę pod pozorowaną miłością.
- Kama – dziewczyna mieszkająca wraz z ciotką Stefanią w „kolonii”. Kocha Horna i jest o niego zazdrosna. Lubi zwierzęta. Podejrzewa Karola Borowieckiego o umawiane się na schadzki w parku Helenów.
- Karczmarek (Karczmarski) – Polak, który od Adama Borowieckiego nabywa dworek w Kurowie dla swego syna. Był ubogim rolnikiem, jednak udało mu się zbić majątek na piasku i glinie, pochodzącym z jego ziemi. Zmienił wówczas nazwisko, dzięki czemu ludzie zaczęli poważniej go traktować. Właściciel cegielni i okazałej kamienicy. Dostarcza Karolowi Borowieckiemu cegieł do budowy fabryki.
- Klein – Żyd, kuzyn Grosglika.
- Knoll – zięć i następca Bucholca. Po tym, jak wyjeżdża w służbowej sprawie do Petersburga, Karol Borowiecki przejmuje jego obowiązki.
- Kozłowski – Polak, warszawiak, przyjaciel Murraya. Narzeka na urodę łodzianek.
- Kugelman – pracownik kantoru Grosglika.
- Leon Cohn – przyjaciel Moryca Welta.
- Mery Grosglik – Żydówka, córka bogatego bankiera Grosglika. Uczy się gry na fortepianie pod opieką Blumenfelda. Ojciec stara się wydać ją za mężczyznę ze smykałką do interesów. To jednak zadanie trudne, gdyż Mery nie jest zbyt urodziwa. Wysoki posag ma za zadanie zachęcić potencjalnych kandydatów do ożenku. Ostatecznie dziewczyna wychodzi za hrabiego, którego jej ojciec był zmuszony utrzymywać.
- Murray – Anglik, pracownik drukarni w fabryce Hermana Bucholca, podwładny i przyjaciel Karola Borowieckiego. Gdy tylko się zakocha, urządza swe mieszkanie na nowo, w nadziei na zdobycie serca ukochanej. Ma dobry gust, co zauważa Karol Borowiecki.
- Myszkowski – Polak, inżynier w fabryce Meyera. Przeciwnik bezcelowego gromadzenia pieniędzy. Jest zmęczony przebywaniem wśród zapracowanych ludzi. W poszukiwaniu nowego życia emigruje do Australii.
- Palman – pracownik kantoru Grosglika.
- Rychter – naczelnik straży pożarnej, który informuje Karola Borowieckiego o pożarze fabryki Alberta Grosmana.
- Sierpiński – Polak, jeden z gości „kolonii”.
- Stach Wilczek – Polak, wychowanek księdza Szymona, syn organisty, pracownik kantoru Grosglika. W przeszłości opiekowali się nim Jaskólscy. Muzyk amator. Bezwzględnie dąży do zdobycia majątku i uznania wśród łódzkiej elity. Handluje niemal wszystkim, przez co naraża się na śmiech ze strony znajomych. Nabywa ziemię tuż obok zakładów Grünspana, którą po długich negocjacjach sprzedaje fabrykantowi z dużym zyskiem. Jego spółka z Maksem Baumem okazała się dochodowym przedsiębiorstwem. Rywalizuje z Murrayem o względy panny Knaabe. W opinii Anki i Trawińskich jest człowiekiem o złym charakterze, ale takim, który pozwoli mu osiągnąć w Łodzi sukces.
- Stefania – prowadzi tzw. „kolonię”, gromadzącą kobiety doświadczone przez los.
- Szteiman – pracownik kantoru Grosglika.
- Szulc – pracownik kantoru Grosglika. Muzyk amator.
- Szwarc – pracownik kantoru w fabryce Hermana Bucholca. Nie chce przyznać odszkodowania Michalkowej.
- Tuszyński – pracownik kantoru Grosglika. Po zainkasowaniu od pracodawcy 400 rubli, uciekł do Ameryki.

### Pozostali
- August – osobisty służący Hermana Bucholca. Pracodawca nie szanuje go. August musi wielokrotnie znosić różnego rodzaju upokorzenia, m.in. bicie oraz wyzwiska „kundel”.
- Emma Likiertowa – dawna miłość Karola Borowieckiego. Choć chciałaby odbudować związek, postanawia lekceważyć Karola.
- Feluś Fiszbin – drobny fabrykant, pijak.
- Frau Augusta – Niemka, starsza i pogodna służąca w domu Baumów.
- ksiądz Liberat – Polak. Stary ksiądz, który przebywa w klasztorze w miasteczku obok Kurowa. Na podstawie snów, przepowiada swoją śmierć.
- ksiądz Szymon – Polak, częsty gość Adama Borowieckiego w Kurowie, wychowawca Anki i Stacha Wilczka. Lubi grać ze znajomymi w karty. Często kłóci się z Zajączkowskim. Święci fabrykę Karola Borowieckiego.
- Malinowska – Polka, matka Zośki i Adama. Nie podejrzewa córki o romans z Robertem Kesslerem. Gdy jednak sprawa wychodzi na jaw, wyrzeka się Zośki i wyrzuca ją z domu.
- Malinowski – Polak, pracownik w fabryce Kesslera, zubożały szlachcic, były zesłaniec na Syberię. Napisał list do Roberta po tym, jak dowiedział się o jego romansie z córką. Ginie z nim w bójce, zmiażdżony przez maszynę. Jego pogrzeb był bardzo skromny.
- Mateusz – Polak, służący w mieszkaniu Karola Borowieckiego, Moryca Welta i Maksa Bauma. Podczas jednego wieczoru wdał się w bójkę z Niemcami. Razem z doktorem Wysockim informuje Karola Borowieckiego o śmierci jego ojca.
- Michalkowa – Polka, uboga samotna matka. Jej mąż zginął podczas pracy w fabryce Hermana Bucholca. W związku z tym stara się o otrzymanie odszkodowania. Spotyka się z brakiem zrozumienia dla jej sprawy. Pomóc kobiecie postanawia Karol Borowiecki.
- Piotrkowski – robotnik kłócący się z Szają.
- Sochowie – Polacy, chłopi. Małżeństwo, które po stracie dorobku życia, przenosi się do Łodzi. Pracę w fabryce Hermana Bucholca otrzymali dzięki pomocy Karola Borowieckiego. Później zostali robotnikami w jego zakładach, gdzie zajmowali się końmi. Darzą dużym szacunkiem Ankę.
- Störch – przyjaciel Müllerów.
- Weinberg
- Zośka Malinowska – Polka, siostra Adama. Przyjaciółka domu Jaskólskich. Robotnica w fabryce Kesslera. Spodobała się młodemu właścicielowi fabryki i została jego kochanką. Związek z Robertem Kesslerem upatruje jako szansę na lepsze i majętniejsze życie. Podoba się wszystkim znajomym fabrykanta. Za romans zostaje wyrzucona przez matkę z domu. Zrozumienie znalazła u brata i ojca. Nie pojawia się na pogrzebie drugiego z nich, który zginął, chcąc zemścić się na fabrykancie.

### Zwierzęta
- papuga Bucholca – ptak należący do Hermana Bucholca. Często powtarza powiedzenie właściciela „kundel”.
- bonończyk Picolo – pies Kamy. Jest sprawcą śmiesznego zajścia, kiedy to porywa właścicielce pantofel.
- Cezar – pies Wilhelma Müllera.

Według Anny Rynkowskiej wybrane sylwetki bohaterów były wzorowane na postaciach rzeczywistych. Herman Bucholc miał być Karolem Scheiblerem, Szaja Mendelsohn Izraelem Poznańskim, Knoll Edwardem Herbstem, a Oskar baron Meyer Juliuszem Heinzelem. Krzysztof Stefański wysunął tezę, że postać Grosglika była wzorowana na Maksymilianie Goldfederze.

## Odbiór powieści
Reymont pisał Ziemię obiecaną w odcinkach, co umożliwiło mu poznawanie na bieżąco reakcji czytelników. Powieść spotkała się z dużym zainteresowaniem odbiorców łódzkiego „Kuriera Codziennego”, których na czas publikacji utworu przybyło. Pisarz otrzymywał listy z opiniami na temat książki. Czytelnicy zarzucali Reymontowi brak wystarczającej znajomości stosunków społecznych panujących w Łodzi, a także zbytnie portretowanie wybranych, prawdziwych osobistości. Autor odpierał te ataki, zapewniając, że jego bohaterowie są fikcyjni, a Ziemia obiecana nie jest kopią łódzkiego życia. Przedstawicielom lewicy brakowało szerszego poruszenia kwestii robotniczej na kartach książki. Roman Dmowski był niezadowolony z przedstawienia m.in. Stacha Wilczka (Polaka), który w jego opinii zachowywał się jak Żyd lub Niemiec. Barbara Kocówna, wysunęła tezę, że autor przeniósł na karty Ziemi obiecanej salony warszawskie, a nie łódzkie, ponieważ te znał słabo. Do tej powieści porównywani są Bracia Aszkenazy, powieść Israela Joszui Singera.

## Konwencje literackie
- Antyurbanizm
- Ekspresjonizm
- Impresjonizm
- Młoda Polska
- Naturalizm
- Realizm

## Adaptacje filmowe
Ziemia obiecana została dwukrotnie sfilmowana. W 1927 r. powstała ekranizacja w reżyserii Aleksandra Hertza. Drugą próbę ekranizacji podjął w 1974 r. reżyser Andrzej Wajda. Film ten był nominowany do Oscara w kategorii filmu nieangielskojęzycznego w 1976 r. W obydwu adaptacjach można zaobserwować odstępstwa od oryginalnego tekstu Władysława Reymonta.

## Przekłady powieści
W 1937 ukazał się przekład powieści na język fiński, którego dokonał poseł fiński Reino Silvanto.